# Slumber Tsogwane
Slumber Tsogwane (født 21. september 1960) er en politiker fra Botswana og landets vicepræsident siden 2018, hvor han efterfulgte Mokgweetsi Masisi, der blev udnævnt til præsident. Tsogwane er som Masisi medlem af Botswanas Demokratiske Parti. Før udnævnelsen til vicepræsident var Tsogwane minister for lokale myndigheder og udvikling af landområderne i perioden november 2014 til marts 2018.
Han er bachelor i humaniora fra University of Botswana.